# Маргарита Яковенко
Маргарита Яковенко (нар. 1992, Токмак, Україна) — іспанська журналістка та письменниця українського походження.

## Життєпис
Маргарита Яковенко народилася у 1992 році в Токмаку Запорізької області (Україна), але коли їй було сім років, її родина переїхала до маленького прибережного села в Мурсії, на південному заході Іспанії.
В Університеті Мурсії Маргарита вивчала журналістику та отримала ступінь магістерки з міжнародної політичної журналістики в Університеті Помпеу Фабра (Барселона). Також вона працювала редакторкою і видавчинею у PlayGround, El Periódico de Cataluña та La Opinión. Сьогодні вона працює в газеті El País. Вона опублікувала оповідання No queda tanto в антології Cuadernos de Medusa (2018, Amor de Madre-Verlag). «Desencajada» (2020, Caballo de Troya) — її перший роман.

## Desencajada
«Desencajada» — дебютний роман про пошуки ідентичності та відображення страждань, з якими стикаються різні покоління мігрантів в Іспанії: «Моє минуле було стерте юридично. У мене не було свідоцтва про народження. Від людини, яка народилася в Україні, залишилися лише сліди, розкидані у власній пам'яті, у лахміття. Все моє життя досі розчинилося, як цукор у чаї. Юридично мене ще два тижні тому не існувало. І все, що я пам'ятала про себе, теж могло не існувати».
Історія Дарії Коваленко Петрової, яка народилася в Україні в 1992 році, але незабаром переїхала до Іспанії, є точкою зникнення, на якій закінчується історія любовного розриву в епоху Instagram, реконструкція сімейної історії, позначеної міграцією, економічною труднощі та свідчення покоління, яке прийняло свої матеріальні умови як стан постійної кризи. Водночас у біографії нашого персонажа — історія двох розчарувань: Радянського Союзу ХХ століття та західного суспільства ХХІ століття.
Олена Коста в El Cultural зазначає:
|  | «Автобіографічна історія, сповнена смутку, ностальгії та гумору. [...] У ньому чудово розповідається від першої особи про те, що відчула і пережила дуже подібна до неї молода українська дівчина». |

## Твори
- Cuadernos de Medusa (2018, Amor de Madre)
- Desencajada (2020, Caballo de Troya)

## Відзнаки
- Літературна премія імені Гауді Грезоля (2022)
- Фіналістка Mandarache Award (2023)